# هانس فان ألفين
هانس فـان ألفين هو منافس ألعاب قوى بلجيكي، ولد في 12 يناير 1982 في تورنهاوت في بلجيكا.

## وصلات خارجية
- هانس فـان ألفين على موقع الاتحاد الدولي لألعاب القوى (الإنجليزية)
- هانس فـان ألفين على موقع الدوري الماسي (الإنجليزية)
- هانس فـان ألفين على موقع اللجنة الأولمبية الدولية (الإنجليزية)
- هانس فـان ألفين على موقع أوليمبيديا (الإنجليزية)